# Nista
Pour les articles homonymes, voir Nista (homonymie).
Nista est une île située à environ 1,5 km à l'est de l'île de Whalsay, dans l'archipel des Shetland, en Écosse. 

## Description
Il s'agit d'une île inhabitée située à une vingtaine de mètres au nord-est de l'île de Mooa. Son point culminant est à 19 mètres (63 feet high).

### Article annexe
- Liste des îles des Shetland